# スティーブ・アップス
スティーブ・アップス（Steve Apps）は、オーストラリア出身の男優、スーツアクター。

## 主な出演作品
- ウルトラマンG - ウルトラマングレート（途中降板[1]）